# Estatua de William Moultrie
La estatua de William Moultrie es una estatua monumental en la ciudad de Charleston, en el estado de Carolina del Sur (Estados Unidos). Ubicada en White Point Garden, la estatua se inauguró en 2007 y honra a William Moultrie, un general en la Guerra de Independencia de los Estados Unidos.

## Historia
William Moultrie fue un general del Ejército Continental durante la Guerra de Independencia. En 1776, ganó fama por su victoria en la Batalla de Fort Sullivan, una de las primeras victorias estadounidenses en la guerra. El fuerte más tarde se llamaría Fort Moultrie en su honor. Después de la guerra, cumplió varios mandatos como gobernador de Carolina del Sur y publicó una memoria de sus experiencias en la guerra. Murió en 1805.
Hubo múltiples intentos de erigir una estatua en honor a Moultrie, incluso en 1829, principios de 1900 y 1975, pero ninguno llegó a buen término. A partir de 1998, un descendiente de Moultrie inició otro impulso para erigir una estatua en honor de Moultrie, y en 2000, miembros de los capítulos locales de la Sociedad de Cincinnati, la Sociedad de Guerras Coloniales, y los Hijos de la Revolución Americana organizaron un comité para la creación de dicha estatua. Durante los siguientes años, el comité recaudó aproximadamente 250 000 dólares para la creación de una estatua. El escultor local John Ney Michel fue contratado para diseñar la estatua, mientras que Christopher Liberatos diseñó el pedestal. Ward Sculptural Arts Foundry en Atlanta echó la estatua. En abril de 2007, el cabrestante del USS Maine fue retirado de su ubicación en White Point Garden, que serviría como ubicación para el monumento.
La dedicación del monumento se llevó a cabo el 28 de junio de 2007 (Día de Carolina) en una ceremonia que atrajo a varios cientos. La ceremonia se planeó en torno a las celebraciones del Día de Carolina, ya que a menudo las celebraciones anuales se llevan a cabo alrededor del monumento The Defenders of Fort Moultrie en White Point Garden. El ex obispo C. FitzSimons Allison de la Diócesis Episcopal de Carolina del Sur dedicó y bendijo el monumento, y cinco organizaciones responsables de erigir el monumento colocaron cinco coronas de flores en la base del monumento. Tanto el exgobernador James B. Edwards como el alcalde de Charleston Joseph P. Riley Jr. elogiaron el monumento, y ese mismo día se llevaron a cabo más celebraciones en honor a Moultrie en el cercano Fort Moultrie. El monumento está ubicado cerca del monumento a los Defensores Confederados de Charleston en White Point Garden.

## Diseño
El monumento consta de una estatua de Moultrie de 2,4 m encima de un  pedestal de granito de 2,7 m. El frente del pedestal lleva la inscripción "MOULTRIE", mientras que los otros tres lados contienen inscripciones de los nombres de las organizaciones responsables de la creación del monumento y una breve biografía de la vida de Moultrie. Debajo de la biografía está la fecha de dedicación del monumento, "28 de junio de 2007". La estatua mira hacia el puerto de Charleston y representa a Moultrie con el sombrero en la mano y la espada en la vaina.